# Harlington (Londyn)
Harlington – dzielnica Londynu, leżąca w gminie London Borough of Hillingdon. W 2001 dzielnica liczyła 9575 mieszkańców. Harlington jest wspomniana w Domesday Book (1086) jako Herdintone.